# Heinrich Pichler

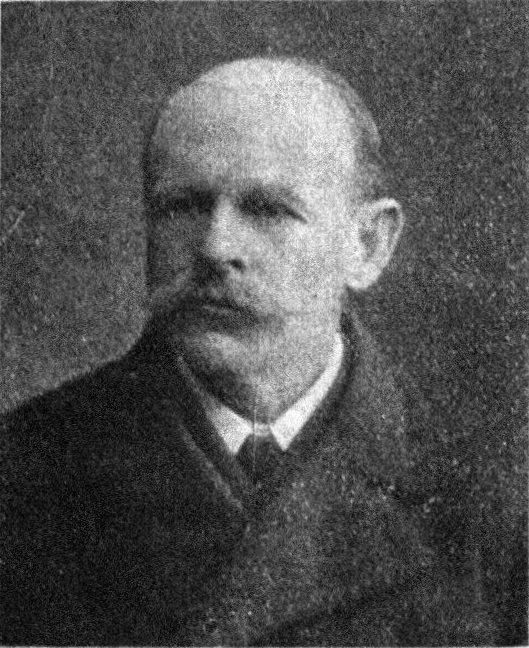
Heinrich Pichler

Heinrich Pichler (* 16. Juni 1849 in St. Georgen im Attergau in Oberösterreich; † 20. Juni 1925 ebenda) war ein österreichischer Politiker der Christlichsozialen Partei (CSP).

## Ausbildung und Beruf
Nach dem Besuch der Volks- und Gewerbeschule wurde er Schlossermeister, Elektrotechniker, Eisenwarenhändler und Ökonom in St. Georgen im Attergau.

## Politische Funktionen
- 1907–1918: Abgeordneter des Abgeordnetenhauses im Reichsrat (XI. und XII. Legislaturperiode), Wahlbezirk Österreich ob der Enns 20, Christlichsoziale Vereinigung deutscher Abgeordneter
- Obmann der Handelsgenossenschaft St. Georgen im Attergau

## Politische Mandate
- 21. Oktober 1918 bis 16. Februar 1919: Mitglied der Provisorischen Nationalversammlung, CSP